# 안니아 코르니피키아 파우스티나

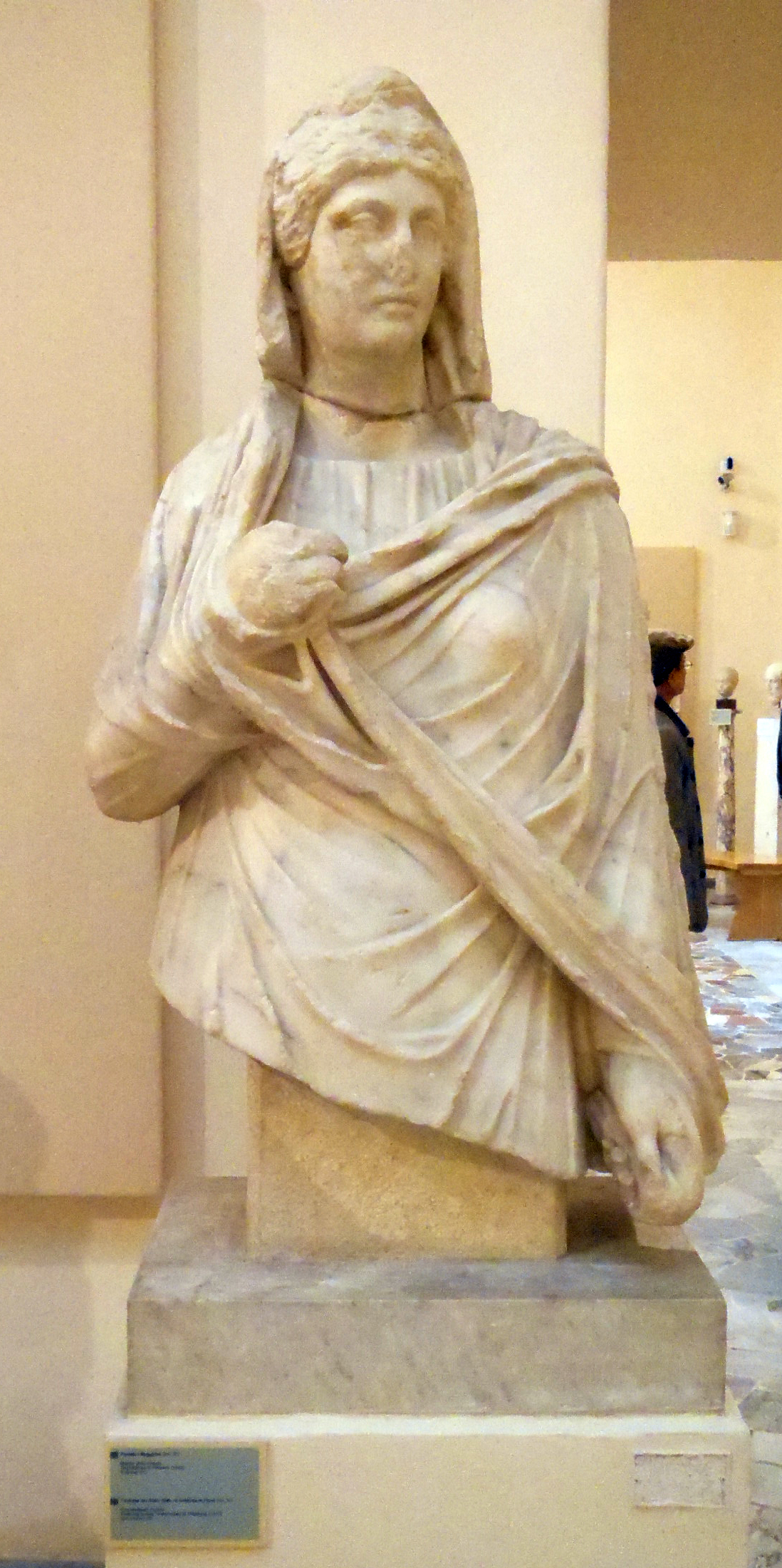

안니아 코르니피키아 파우스티나 (Annia Cornificia Faustina, 122/123년 – 152년과 158년 사이)는 법무관 마르쿠스 안니우스 베루스와 도미티아 루킬라의 막내 자녀이자 유일한 딸이다. 코르니피키아의 부모는 집정관을 지낸 부유한 원로원 가문 출신이었다. 그녀의 오빠는 미래의 로마 황제 마르쿠스 아우렐리우스이고, 그녀와 오빠 모두 로마에서 태어나고 자랐다.

## 역사
124년에, 코르피키아의 아버지가 사망했고 그녀와 오빠는 어머니와 138년에 사망한 조부이자 원로원 의원 마르쿠스 안니우스 베루스 밑에서 자랐다. 그녀와 오빠의 관계는 좋았던 것으로 보인다. 코르니피키아는 결혼하기 전에 조부의 재산을 오빠와 나눠 상속했다.
로널드 사임은 그녀의 남편을 '파스티 오스티엔세스'에 기재된, 146년의 보좌 집정관 가이우스 안니아누스 베루스라고 보았으며, 그의 정식 이름은 가이우스 움미디우스 콰드라투스 안니아누스 베루스라고 주장하였다. 그는 로마에서 주요 귀족 및 정치적 영향력을 미치던 가문 중 하나의 후손이었고 한 차례 보좌 집정관을 지낸 가이우스 움미디우스 두르미우스 콰드라투스의 직계 후손이었다.
코르니피키아는 안니아누스 베루스 사이에서 자녀 둘을 낳았다:
- 마르쿠스 움미디우스 콰드라투스 안니아누스
- 움미디아 코르니피키아 파우스티나

## 참고 문헌
- Anthony Richard Birley의 Marcus Aurelius, Routledge, 2000
- Albino Garzetti의 From Tiberius to the Antonines: a history of the Roman Empire AD 14–192, 1974
- 마르쿠스 아우렐리우스의 명상록
- 히스토리아 아우구스타 - 마르쿠스 아우렐리우스 전기